# Campionati europei di atletica leggera indoor 2023 - 60 metri ostacoli maschili
La gara dei 60 metri ostacoli maschili ai campionati europei di atletica leggera indoor di Istanbul 2023 si è svolta il 4 e il 5 marzo 2023 presso l'Ataköy Athletics Arena.

## Podio
| Pos.    | Atleta            | Nazionalità |
| ------- | ----------------- | ----------- |
| Oro     | Jason Joseph      | Svizzera    |
| Argento | Jakub Szymański   | Polonia     |
| Bronzo  | Just Kwaou-Mathey | Francia     |

## Record
| Record                | Record         | Record | Record                 | Record           |
| --------------------- | -------------- | ------ | ---------------------- | ---------------- |
| Record mondiale       | Grant Holloway | 7"29   | Madrid, Spagna         | 24 febbraio 2021 |
| Record europeo        | Colin Jackson  | 7"30   | Sindelfingen, Germania | 6 marzo 1994     |
| Record dei campionati | Colin Jackson  | 7"39   | Parigi, Francia        | 12 marzo 1994    |

## Programma
| Data    | Ora   | Turno      |
| ------- | ----- | ---------- |
| 4 marzo | 11:20 | Batterie   |
| 5 marzo | 10:35 | Semifinali |
| 5 marzo | 21:05 | Finale     |

## Risultati

### Batterie
Si qualificano alle semifinali i primi tre atleti di ogni batteria (Q) e gli ulteriori quattro atleti più veloci (q).
| Pos. | Batt. | Atleta                  | Nazione       | Tempo | Note                                     |
| ---- | ----- | ----------------------- | ------------- | ----- | ---------------------------------------- |
| 1    | 1     | Jason Joseph            | Svizzera      | 7"61  | Q                                        |
| 2    | 3     | Enrique Llopis          | Spagna        | 7"63  | (.623) Q                                 |
| 3    | 2     | Just Kwaou-Mathey       | Francia       | 7"63  | (.629) Q                                 |
| 4    | 2     | Jakub Szymański         | Polonia       | 7"65  | Q                                        |
| 5    | 3     | Krzysztof Kiljan        | Polonia       | 7"67  | Q                                        |
| 6    | 4     | Paolo Dal Molin         | Italia        | 7"71  | (.702) Q                                 |
| 7    | 1     | Milan Trajkovic         | Cipro         | 7"71  | (.703) Q                                 |
| 8    | 3     | Lorenzo Simonelli       | Italia        | 7"72  | Q                                        |
| 9    | 3     | Dimitri Bascou          | Francia       | 7"73  | q                                        |
| 10   | 1     | David King              | Gran Bretagna | 7"75  | (.741) Q                                 |
| 11   | 4     | Elmo Lakka              | Finlandia     | 7"75  | (.748) Q                                 |
| 12   | 1     | Bálint Szeles           | Ungheria      | 7"76  | (.751) q                                 |
| 13   | 4     | Vladimir Vukicevic      | Norvegia      | 7"76  | (.754) Q                                 |
| 14   | 1     | Abdel Kader Larrinaga   | Portogallo    | 7"77  | (.762) q                                 |
| 15   | 1     | Kevin Sánchez           | Spagna        | 7"77  | (.765) q                                 |
| 16   | 4     | Pascal Martinot-Lagarde | Francia       | 7"79  | (.782)                                   |
| 17   | 3     | Finley Gaio             | Svizzera      | 7"79  | (.786)                                   |
| 18   | 2     | Hassane Fofana          | Italia        | 7"79  | (.789) Q                                 |
| 19   | 2     | Tim Eikermann           | Germania      | 7"80  |                                          |
| 20   | 4     | Konstadinos Douvalidis  | Grecia        | 7"82  | Miglior prestazione personale stagionale |
| 21   | 4     | Mikdat Sevler           | Turchia       | 7"83  |                                          |
| 22   | 3     | Max Hrelja              | Svezia        | 7"84  |                                          |
| 23   | 2     | Ilari Manninen          | Finlandia     | 7"87  |                                          |
| 24   | 1     | Alin Ionuț Anton        | Romania       | 7"89  |                                          |
| 25   | 2     | Luka Trgovčević         | Serbia        | 7"91  |                                          |
| 26   | 3     | Santeri Kuusiniemi      | Finlandia     | 7"95  | (.945)                                   |
| 27   | 4     | Damian Czykier          | Polonia       | 7"95  | (.950)                                   |
| 28   | 2     | Dániel Eszes            | Ungheria      | 8"03  |                                          |
| 29   | 4     | Mathieu Jaquet          | Svizzera      | 8"10  |                                          |
| 30   | 2     | Daniel Cisneros         | Spagna        | 8"24  |                                          |

### Semifinali
Si qualificano alla finale i primi quattro atleti di ogni semifinale (Q).
| Pos. | Semi | Atleta                | Nazione       | Tempo | Note                                     |
| ---- | ---- | --------------------- | ------------- | ----- | ---------------------------------------- |
| 1    | 1    | Jason Joseph          | Svizzera      | 7"50  | Q                                        |
| 2    | 1    | Jakub Szymański       | Polonia       | 7"54  | Q                                        |
| 3    | 2    | Enrique Llopis        | Spagna        | 7"58  | Q                                        |
| 4    | 2    | Just Kwaou-Mathey     | Francia       | 7"61  | Q                                        |
| 5    | 1    | Paolo Dal Molin       | Italia        | 7"62  | Q                                        |
| 6    | 2    | Krzysztof Kiljan      | Polonia       | 7"67  | Q                                        |
| 7    | 2    | David King            | Gran Bretagna | 7"68  | Q                                        |
| 8    | 2    | Hassane Fofana        | Italia        | 7"71  | Miglior prestazione personale stagionale |
| 9    | 2    | Milan Trajkovic       | Cipro         | 7"73  |                                          |
| 10   | 1    | Lorenzo Simonelli     | Italia        | 7"74  | Q                                        |
| 11   | 1    | Kevin Sánchez         | Spagna        | 7"75  | (.745)                                   |
| 12   | 1    | Vladimir Vukicevic    | Norvegia      | 7"75  | (.748)                                   |
| 13   | 2    | Abdel Kader Larrinaga | Portogallo    | 7"81  |                                          |
| 14   | 1    | Elmo Lakka            | Finlandia     | 7"83  |                                          |
| 15   | 2    | Bálint Szeles         | Ungheria      | 8"15  |                                          |
| -    | 1    | Dimitri Bascou        | Francia       | dnf   |                                          |

### Finale[3]
| Pos.    | Corsia | Atleta            | Nazione       | Tempo | Note                                                      |
| ------- | ------ | ----------------- | ------------- | ----- | --------------------------------------------------------- |
| Oro     | 4      | Jason Joseph      | Svizzera      | 7"41  | Miglior prestazione europea stagionale · Record nazionale |
| Argento | 5      | Jakub Szymański   | Polonia       | 7"56  |                                                           |
| Bronzo  | 3      | Just Kwaou-Mathey | Francia       | 7"59  | (.581)                                                    |
| 4       | 1      | Lorenzo Simonelli | Italia        | 7"59  | (.586)                                                    |
| 5       | 7      | Paolo Dal Molin   | Italia        | 7"62  |                                                           |
| 6       | 8      | Krzysztof Kiljan  | Polonia       | 7"63  |                                                           |
| 7       | 2      | David King        | Gran Bretagna | 7"71  |                                                           |
| -       | 6      | Enrique Llopis    | Spagna        | dnf   |                                                           |